# Aliona Kartashova
Aliona Vladímirovna Kartashova –en ruso, Алёна Владимировна Карташова– (Angarsk, 23 de enero de 1982) es una deportista rusa que compitió en lucha libre.
Participó en dos Juegos Olímpicos de Verano, obteniendo una medalla de plata en Pekín 2008, en la categoría de 63 kg, y el octavo lugar en Atenas 2004.
Ganó una medalla de oro en el Campeonato Mundial de Lucha de 2002 y seis medallas en el Campeonato Europeo de Lucha entre los años 2004 y 2010.

## Palmarés internacional
| Juegos Olímpicos   | Juegos Olímpicos    | Juegos Olímpicos  | Juegos Olímpicos |
| Año                | Lugar               | Medalla           | Categoría        |
| ------------------ | ------------------- | ----------------- | ---------------- |
| 2008               | Pekín (China)       | Medalla de plata  | 63 kg            |
| Campeonato Mundial |                     |                   |                  |
| Año                | Lugar               | Medalla           | Categoría        |
| 2002               | Calcis (Grecia)     | Medalla de oro    | 59 kg            |
| Campeonato Europeo |                     |                   |                  |
| Año                | Lugar               | Medalla           | Categoría        |
| 2004               | Haparanda (Suecia)  | Medalla de oro    | 63 kg            |
| 2006               | Moscú (Rusia)       | Medalla de oro    | 63 kg            |
| 2007               | Sofía (Bulgaria)    | Medalla de plata  | 63 kg            |
| 2008               | Tampere (Finlandia) | Medalla de oro    | 63 kg            |
| 2009               | Vilna (Lituania)    | Medalla de plata  | 63 kg            |
| 2010               | Bakú (Azerbaiyán)   | Medalla de bronce | 67 kg            |